# Eines hidràuliques de salvament

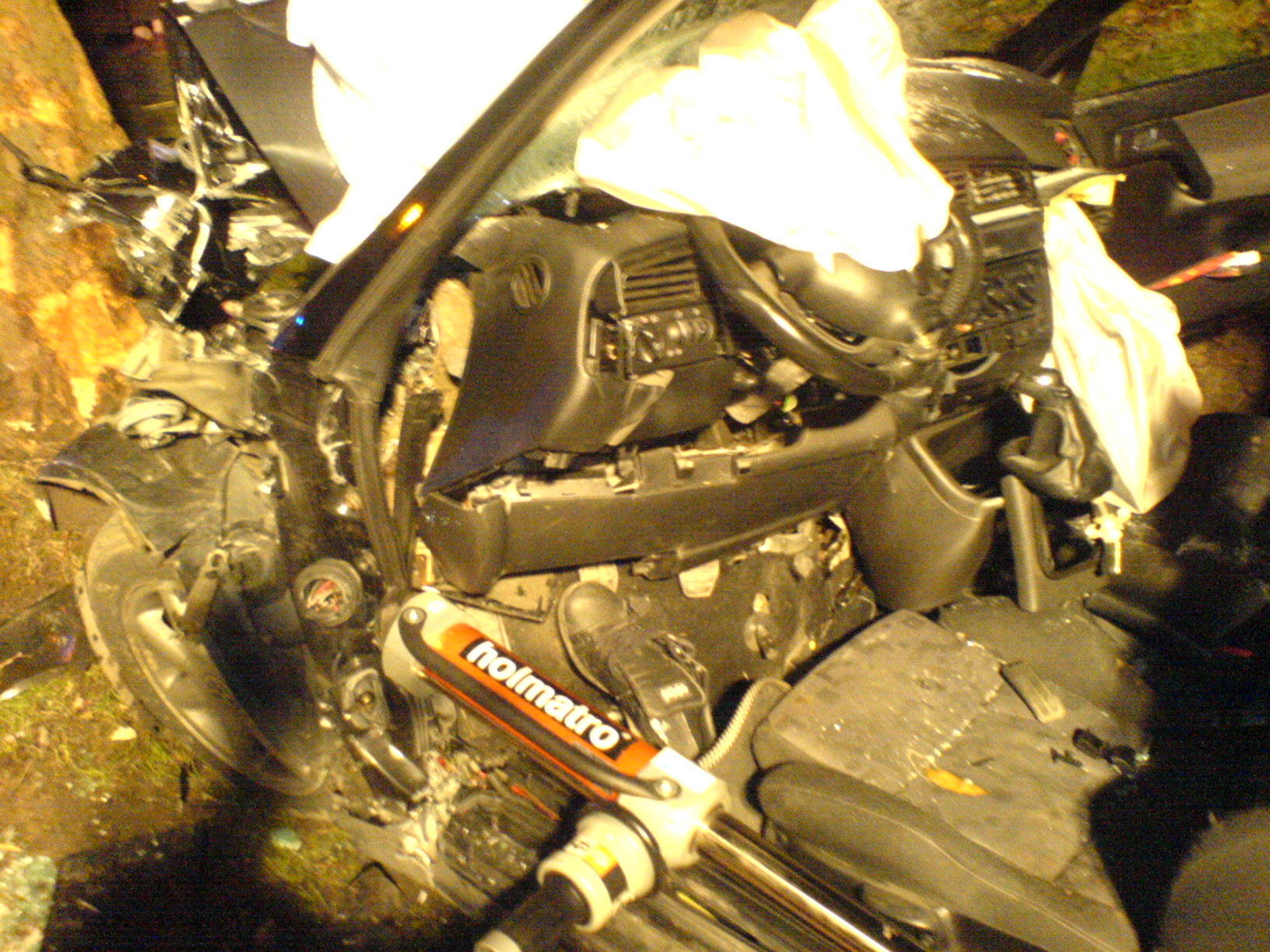
Un pistó hidràulic (ram), és usat per a separar el front d'un automòbil (tauler i motor) i així alliberar el conductor. En aquesta foto es pot veure el seient del conductor a la dreta. El volant s'ha separat cap endavant i la porta del costat del conductor ha estat retirada. La roda davantera del costat del conductor pot veure's a l'esquerra. Les bosses de protecció (coixins de seguretat) per a conductor i copilot s'han desplegat i formen com a munts de tela blanca. El pistó hidràulic és de marca "holmatro".

Les eines hidràuliques de salvament són utilitzades per a auxiliar en l'extracció de víctimes d'un vehicle que s'hagi vist implicat en un accident d'automòbil, així com en altres espais petits. Entre les eines per a fer-ho hi ha les cisalles, expansors, rams (ariets telescòpics). Són conegudes popularment com a "Mandíbules de vida" (Jaws of life) que és una marca d'IDEX Corporation.
Les eines hidràuliques de salvament són accionades per una bomba hidràulica la qual pot ser manual o motoritzada o per la mateixa eina. Aquestes eines poden ser d'acció simple, en què la pressió hidràulica es proveeix en una sola direcció, i el retorn a la posició inicial s'aconsegueix gràcies a un sistema de ressorts i una vàlvula reductora. També poden ser de doble acció, en què la pressió hidràulica s'usa per a obrir o tancar el sistema de cilindres.

## Història

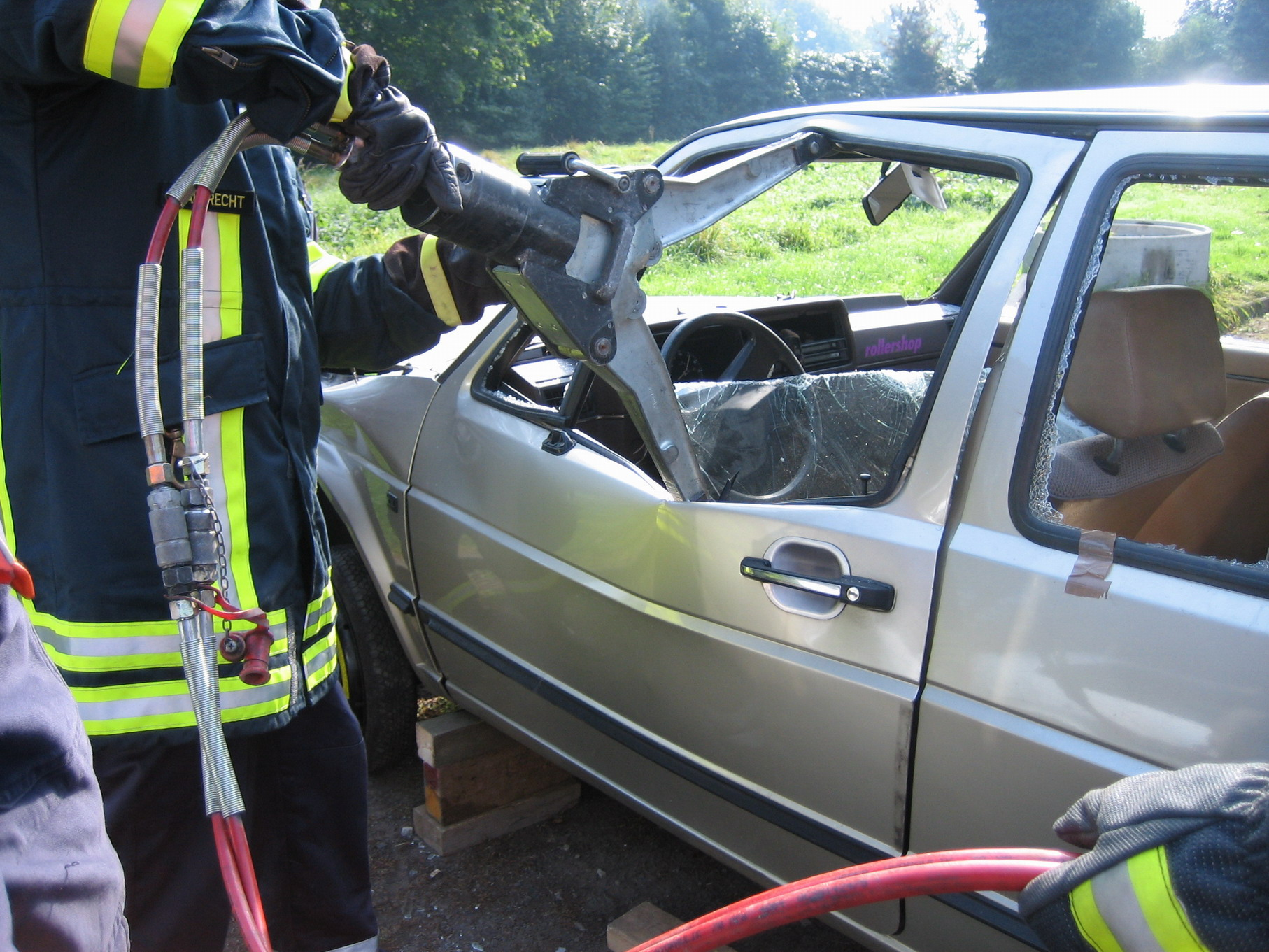
Un separador hidràulic en acció.

Anteriorment els salvadors sovint utilitzaven serres circulars per a l'extracció de víctimes amb alguns inconvenients. Les serres podien fer saltar espurnes, la qual cosa podria provocar un incendi, el soroll creat pel treball de les eines augmentava el grau d'estrès de la víctima i a tot això s'afegia el fet que la feina era massa lenta. Alternativament els salvadors tractaven d'obrir el vehicle usant un peu de cabra o una barra de halligan, però això comprometia l'estabilitat del vehicle o podia danyar la víctima o activar inintencionalment les bosses d'aire.
En comparació amb aquestes eines emprades anteriorment, els separadors-cisalla hidràulics són més ràpids, silenciosos i més polivalents: poden tallar, obrir i fins i tot aixecar un automòbil. Mandíbules de vida és una marca registrada d'una línia d'eines desenvolupades per Hurst Performance, que primer es van usar en curses d'automòbils. La mandíbules de vida deuen el seu nom a Jack Allen Watson un dels seus coinventors, puix que en enviar els dibuixos de les eines signats amb les seves inicials J.A.W. Així el no

elMnom "Jaws" (Mandíbules) va començar a ser usanomuque nament, temps després seria definit ofa icialment com "Jaws of life" (Mandíbules de vida). El separafourcreat desenvolupat l iginalment en 19Més tarT creariadesenvoluparia una cisalla i després un pistó. Qués ocupa stà premsatge -atrapat- l'eina s'u, per a obrir, tallar la carrosse l persona, amb una això porde 2a en mitperna a 2 minuts en tallar eautomòbilstre d'un acte.

## Tipus d'eina

### Cisalla

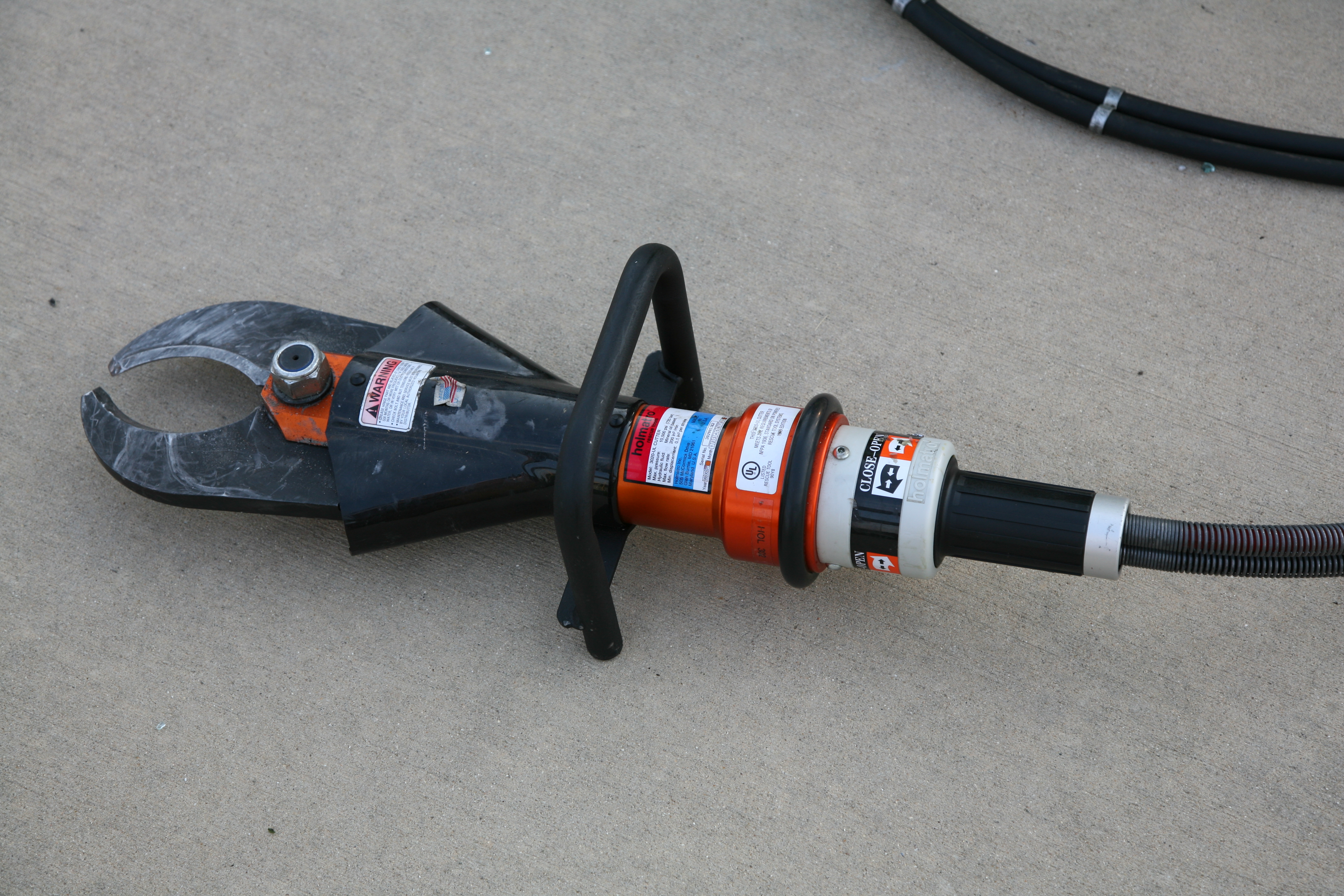
Tisora hidràulica.

La cisalla, tisora o comunament anomenat "papagall" és una eina hidràulica que és concebuda per a tallar peces de metall. Aquesta consisteix en un parell de tisores accionades hidràulicament. També reben el nom de mandíbules de la vida, a causa de la forma i la configuració de les seves fulles.
A vegades la seva capacitat és especificada: s'indica el diàmetre màxim d'una barra sòlida d'acer que és capaç de tallar. Aquest tipus d'eina és la més comunament utilitzada per a tallar a través de l'estructura d'un vehicle en una operació d'extracció. Les fulles són reemplaçables, i el desenvolupament de la fulla avança a mesura que progressa la tecnologia de vehicles amb la finalitat de ser capaç de fer front a les noves tecnologies de protecció dels vehicles.

### Separador
Un separador és una eina hidràulica amb dos braços que s'uneixen en una punta estreta, i que usa la pressió hidràulica per a separar o obrir trossos de metall que s'han unit durant accidents. La punta de l'eina es pot inserir en un espai estret entre dos panells del vehicle (per exemple, entre dues portes, o entre una porta i un parafang), i en fer funcionar l'eina, s'obren els dos braços, se separen les parts de metall en els panells. Els separadors també es poden usar per a arrencar i separar les portes del vehicle de les seves frontisses.

### Eina combinada

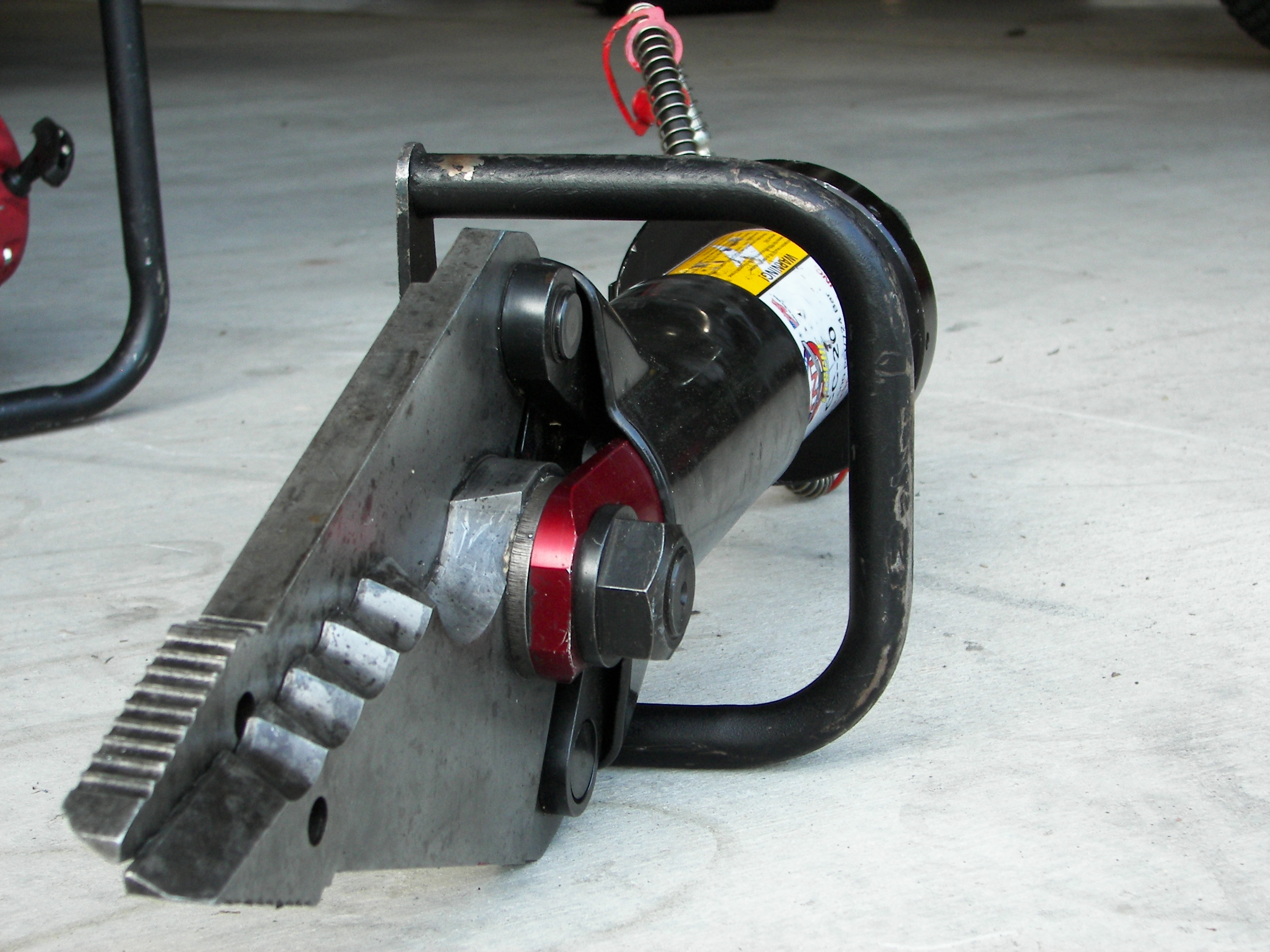
Detall d'una eina hidràulica de salvament combinada.

Mentre que un tallador o separador tenen una aplicació particular, una eina combinada reuneux una capacitat de tall i altres funcions en una sola eina. En funcionament, la punta dels braços del separador-tallador s'encunyen en una costura o espai - per exemple, al voltant d'una porta de vehicle i el dispositiu compromesos. La bomba hidràulica, que s'afegeix a l'eina o com una unitat separada, posseeix un pistó que empeny els braços a part amb una gran força i s'estén l'obertura. Una vegada que l'obertura s'ha estès, les fulles ara obertes poden canviar-se de posició i mossegar el metall. Per a això es modifica la posició del dispositiu i les fulles són llavors en una posició adequada per a tallar a través del metall. La repetició d'aquest procés permet a un salvador d'obrir ràpidament un portell prou ample per a alliberar una víctima atrapada. Les fulles es poden obrir o tallar amb una força de diverses tones o kilonewtons, i les puntes dels braços es poden obrir fins a un metre.
Aquesta operació també es pot realitzar utilitzant les eines hidràuliques específiques (cisalla i separador), prevists especialment per a les seves pròpies operacions. Els separadors i talladors, a vegades tenen capacitats més baixes en comparació amb l'eina especial (per exemple, un angle d'obertura més petita), però poden ser útils quan els cotxes de bombers o vehicles de salvament tenen poc espai, o quan, per raons financeres, no es pot adquirir dues eines en lloc d'una combinada.
Molts fabricants utilitzen el cos de l'eina de tall dedicada per a l'eina combinada. Les fulles de l'eina combinada, que són especialment pensades per a difondre el tall, s'utilitzen en el cos de la fresa. Si l'utilitzador decideix posteriorment de disposar d'un tallador i un separador independents, les fulles de l'eina combinada es poden canviar per a convertir l'eina en una cisalla.

### Ariet expandible
L'ariet expandible o ram, és utilitzat en molta menor mesura que el separador o el tallador per a salvaments en vehicles; no obstant això, serveixen per a un propòsit important. N'hi ha molts tipus i grandàries, com ara un pistó, doble pistó i cilindres telescòpics. Pel que fa a llur grandària, comunament varien de 50 cm a 178 cm (estès). Els ariets usen més fluid hidràulic durant el funcionament que el separador o la cisalla, per la qual cosa és essencial que la bomba que s'utilitza, tingui la capacitat suficient per a permetre que l'ariet pugui expandir-se per complet.
Aquesta eina polivalent, permet de desplaçar o separar estructures, creant espai que faciliten les maniobres d'extracció, i és també una eina que s'ha modificat per al seu ús en altres tasques de salvament, com ara el salvament urbà.
questa versàtil eina, permet desplaçar o separar estructures, generant espais que faciliten les maniobres d'extracció, sent també una eina que s'ha modificat per al seu ús en altres tipus de tasques de rescat com el rescat urbà.